# 福島晋一
福島 晋一（ふくしま しんいち、1971年9月13日 - ）は、大阪府出身の自転車プロサイクルロードレース選手である。弟の福島康司も元サイクルロードレースのプロ選手であり、福島兄として知られる。

## 経歴
信州大学理学部地質学科在学中に自転車競技部に所属して競技を始め、大学卒業後の1994年、オランダへ自転車留学。
1996年、チームブリヂストン・アンカー入団。
2002年にはフランスで活動。同年6月から12月までベルギーのMarlux ville de Charleroi-TT2に所属。
帰国後の2003年、全日本選手権ロードレースで優勝。2004年にはツアー・オブ・ジャパンで日本人選手初の総合優勝を飾る。2005年にはタイのツアー・オブ・サイアム総合優勝。
2006年は、チーム・バン・サイクリング結成に参加。2007年、新体制となったエキップアサダ（NIPPO梅丹）のキャプテンとして活躍。2月マレーシアで行われたアジアで最上級に位置づけられるステージレースツール・ド・ランカウイでステージ優勝を果たす。
2008年、ツアー・オブ・ジャパン美濃ステージで優勝。フランスでのチームの活躍においてもキャプテンとして支えた。
2011年マレーシアのトレンガヌサイクリングチームに移籍。同チームのキャプテンとして、チームのアジアチームランキング3位に貢献。
2010年はエキップアサダの活動休止に伴い、韓国のクムサン・ジンセン・アジア（Geumsan Ginseng Asia）に移籍した。
2011年3月、ツール・ド・台湾の第5ステージで逃げ切り勝利。
2013年、チームNIPPOに移籍。
近年はロードレース競技の底辺拡大を目指し、選手として指導者として信州飯田を中心に指導活動にも力を注いでいる。日本国内におけるロードレース競技の底辺の薄さを危惧したこういう活動は行政等の後押しも集め、注目されている。自らチーム代表として弟康司と共に「ボンシャンス飯田」の運営、指導も手がけている。
2013年10月7日、自らのブログにおいて、「2013年のシーズンをもって引退」することを発表。
2014年、海外スポーツ指導者研修制度でラポムマルセイユに監督の研修に行く。
２016年、プロコンチネンタルチーム　NIPPO　ヴィーニ　ファンティーニの監督就任
2019年、独立して、アジアサイクリングアカデミーを発足。アジアのパワーを集結してツール・ド・フランスへをスローガンにアジアの若手の育成をフランスにて開始。
2022年、ツアー・オブ・ジャパン信州飯田ステージアンバサダーに就任